# Стокі-Старі
Стокі-Старі (пол. Stoki Stare) — село в Польщі, у гміні Цьмелюв Островецького повіту Свентокшиського воєводства.
Населення — 96 осіб (2011).
У 1975-1998 роках село належало до Тарнобжезького воєводства.

## Демографія
Демографічна структура на день 31 березня 2011 року:
|          | Загалом | Допрацездатний вік | Працездатний вік | Постпрацездатний вік |
| -------- | ------- | ------------------ | ---------------- | -------------------- |
| Чоловіки | 42      | 9                  | 28               | 5                    |
| Жінки    | 54      | 12                 | 22               | 20                   |
| Разом    | 96      | 21                 | 50               | 25                   |